# Marco Rossetti
Marco Rossetti (urodzony 8 września 1985 r. w Rzymie, Włochy) – włoski aktor, tłumacz oraz muzyk.
Reprezentowany przez agencję Officine Artistiche. Karierę rozpoczął w teatrze w 2003 roku. Pracował jako muzyk w filmie „La strana storia di Olga O.” (1995), „Appuntamento in nero” (1990) oraz „Monastero, Il” (2008). Są to filmy reżysera Antonio Bonifacio. Obecnie uczestniczy w Centro sperimentale di cinematografia (Centrum Doświadczalne z Kinematografii).

## Kino
- „Lato się kończy” (2011) reż. S. Tummolini
- „Scontro di civiltà per un ascensore a Piazza Vittorio „(2009) reż. I. Toso jako Gladiator (Lorenzo)
- „Liberiamo qualcosa” (2008) reż. G.Tortorella

## Teatr
- 2003 „Conaca di un amore terrestre” w reżyserii T. Osiem Zinzi
- 2004 „La vendetta dell’amore” w reżyserii T. Osiem Zinzi
- 2006 „Confusioni” (Niejasności)w reżyserii A. Papalotti
- 2006 „Un tram che si chiama desiderio” (Tramwaj zwany pożądaniem) w reżyserii R. Felli
- 2007 „Assassinio nella cattedrale” (Morderstwo w katedrze) w reżyserii G. Diotajuti
- 2007 „L’Arialda” (Harold)w reżyserii A. Papalotti
- 2007 „Quel seccatore” w reżyserii L. Negroni
- 2007 „Lettere d’amore” w reżyserii M. Bordoni
- 2008 „Il cilindro„ (Cylinder) w reżyserii R. Felli
- 2010 „L’Estasi dell’Anima” w reżyserii R. Felli

## Telewizja
- „Distretto di polizia” (Police District) (2005)w reżyserii L. Gaudino
- „R. I. S. 3" (2006)w reżyserii P. Belloni
- „Distretto di polizia„ (Police District) (2007) w reżyserii A. Capone
- „R.I.S.Roma Delitti Imperfetti” (2009) w reżyserii F.Tagliavia-C.de Mattheis
- „R.I.S. Roma – Delitti imperfetti 2" (2010) (Wydział śledczy RIS) – jako porucznik Bartolomeo Dossena

## Zdjęcia
- Marco Rossetti1
- Marco Rossetti2